# موتور شهداد
موتور شهداد یا موتور شهداد قنبرزهی روستایی در دهستان دومک بخش نصرت‌آباد شهرستان زاهدان استان سیستان و بلوچستان ایران است.

## جمعیت
بر پایه سرشماری عمومی نفوس و مسکن در سال ۱۳۹۵ جمعیت این روستا ۵۵ نفر (۱۰خانوار) بوده‌است.